# Heredis
Heredis ist eine französische kooperative und partizipative Genossenschaft (französisch: Société coopérative et participative, SCOP), die ein Genealogieprogramm entwickelt und herausgibt.

## Ursprung des Namens
Der Hersteller gibt an, dass der Name der gleichnamigen Software des Unternehmens von dem lateinischen Wort heres, heredis (Genitiv) abstammt. Definition: hērēs (haerēs), ēdis, 1) Erbe, Erbin, Vermächtnisnehmerin 2) Spross (eines Baumes).

## Software
Die Geschichte der Heredis-Software beginnt 1994 mit der ersten Version von Heredis für das Macintosh-Betriebssystem. Sie wurde über Presseausschnitte und genealogische Treffen in ganz Frankreich verbreitet. 1995 erschien die Version von Heredis für Windows. Im April 1997 wird die Verbreitung auf große Handelsketten ausgeweitet. Zwei Monate später wurde die Internetseite eingerichtet, die der computergestützten Genealogie gewidmet ist. Heredis wird international, im August 2003 mit einer englischsprachigen Version und im Januar 2004 mit einer deutschsprachigen Version. Diese Versionen basieren auf der Heredis-Version 7.2 und werden mehrere Jahre lang nicht mehr weiterentwickelt. Erst mit der Version 13.1 im Jahr 2012 gibt es wieder eine englische Version und mit der Version Heredis 2020 im Jahr 2019 eine deutsche Version.
Die Software ist für Windows oder MacOS erhältlich, die Version 2023 wurde im September 2022 und in drei Sprachen veröffentlicht. Im Vergleich zu anderen Produkten der gleichen Art „bietet Heredis den Vorteil, dass es für Anfänger zugänglich ist und gleichzeitig die Bedürfnisse und Erwartungen des erfahrenen Genealogen erfüllen kann.“

## Firma
Das Unternehmen BSD Concept wurde am 19. Januar 1994 in Montpellier gegründet von Bernard und Sylvette David.
Im Juli 2014 übertragen die Gründer des Unternehmens BSD Concept aus Montpellier, das seit 20 Jahren die Software Heredis herausgibt, ihr Unternehmen in Form einer Kooperative an ihre Beschäftigten, um den Fortbestand des Unternehmens und insbesondere der entwickelten Software zu sichern. Das Unternehmen wird daraufhin von seinen elf Beschäftigten übernommen.
2017 zieht das Unternehmen – ebenfalls in Montpellier – in größere Räumlichkeiten um, um international expandieren zu können.
Im Februar 2018 nimmt das Unternehmen zum ersten Mal an der „RootsTech“, der weltweiten Genealogie-Messe in Salt Lake City, teil. Es stellt eine besondere Ausgabe seiner Software vor: die Version für Amerikaner, die die Datenbank von FamilySearch ergänzt, der weltweit größten genealogischen Organisation, die von dieser Kirche Jesu Christi der Heiligen der Letzten Tage gegründet wurde und verwaltet wird.